# Первомайское сельское поселение (Алатырский район)
Первома́йское се́льское поселе́ние (чув. Первомайски ял тӑрӑхӗ) — муниципальное образование в Алатырском районе Чувашии Российской Федерации.
Административный центр — посёлок Первомайский.

## История
Статус и границы сельского поселения установлены Законом Чувашской Республики от 24 ноября 2004 года № 37 «Об установлении границ муниципальных образований Чувашской Республики и наделении их статусом городского, сельского поселения, муниципального района и городского округа».

## Население
| 2010 | 2012 | 2013 | 2014 | 2015 | 2016 | 2017 |
| ---- | ---- | ---- | ---- | ---- | ---- | ---- |
| 656  | ↘632 | ↘614 | ↘591 | ↘579 | ↘564 | ↘555 |
| 2018 | 2019 | 2020 | 2021 |      |      |      |
| ↘542 | ↘532 | ↘519 | ↘487 |      |      |      |

## Состав сельского поселения
| № | Населённый пункт | Тип населённого пункта          | Население |
| - | ---------------- | ------------------------------- | --------- |
| 1 | Первомайский     | посёлок, административный центр | ↗847      |
| 2 | Чапаевка         | посёлок                         | ↗25       |